# Owaneco
Owaneco és una població dels Estats Units a l'estat d'Illinois. Segons el cens del 2000 tenia 256 habitants.

## Demografia
Segons el cens del 2000, Owaneco tenia 256 habitants, 97 habitatges, i 78 famílies. La densitat de població era de 214,9 habitants/km².
Dels 97 habitatges en un 33% hi vivien nens de menys de 18 anys, en un 66% hi vivien parelles casades, en un 10,3% dones solteres, i en un 18,6% no eren unitats familiars. En el 16,5% dels habitatges hi vivien persones soles el 8,2% de les quals corresponia a persones de 65 anys o més que vivien soles. El nombre mitjà de persones vivint en cada habitatge era de 2,64 i el nombre mitjà de persones que vivien en cada família era de 2,94.
Per edats la població es repartia de la següent manera: un 27% tenia menys de 18 anys, un 5,5% entre 18 i 24, un 30,9% entre 25 i 44, un 21,1% de 45 a 60 i un 15,6% 65 anys o més.
L'edat mediana era de 34 anys. Per cada 100 dones de 18 o més anys hi havia 92,8 homes.
La renda mediana per habitatge era de 31.563 $ i la renda mediana per família de 33.750 $. Els homes tenien una renda mediana de 33.125 $ mentre que les dones 19.000 $. La renda per capita de la població era de 15.171 $. Aproximadament el 4,7% de les famílies i el 10,2% de la població estaven per davall del llindar de pobresa.

## Poblacions més properes
El següent diagrama mostra les poblacions més properes.